# Pavel Kadeřábek
Pavel Kadeřábek, né le 25 avril 1992 à Prague en Tchéquie, est un footballeur international tchèque. Il évolue au poste d'arrière droit au Sparta Prague.

## Biographie

### Sparta Prague
Né à Prague en Tchéquie, Pavel Kadeřábek est formé par l'un des clubs de la capitale, le Sparta Prague. Il joue son premier match en professionnel le 25 août 2010 à l'occasion d'une rencontre qualificative pour la Ligue des champions face au MŠK Žilina. Il entre en jeu à la place de Libor Sionko lors de cette rencontre perdue par son équipe (1-0).
Kadeřábek joue son premier match de championnat le 18 février 2012, contre le 1. FC Slovácko. Il entre en jeu et son équipe s'impose par un but à zéro.
Le 5 août 2012, Kadeřábek inscrit son premier but en professionnel, lors d'une rencontre de championnat face au 1.FK Příbram. Titularisé, il marque le but égalisateur et son équipe s'impose par deux buts à un.

### TSG Hoffenheim
Le 17 juin 2015, le Sparta Prague se met d'accord avec le TSG 1899 Hoffenheim pour un transfert de 3,5 millions d'euros. Il rejoint sa nouvelle formation le 1er juillet 2015. Il intègre directement le 11 titulaire et fait ses débuts dès la première journée de championnat sur la pelouse du Bayer Leverkusen. Rencontre perdue par Hoffenheim 2-1. Il devient rapidement un membre important de l'équipe en occupant le poste de défenseur latéral droit.
Il inscrit son premier but pour Hoffenheim le 28 septembre 2017, à l'occasion d'une rencontre de Ligue Europa face au PFK Ludogorets Razgrad. Il est titulaire et ouvre le score très tôt dans le match sur un service de Mark Uth, mais son équipe s'incline finalement par deux buts à un.
Le 25 septembre 2021, Kadeřábek se fait remarquer en marquant un but et délivrant une passe décisive contre le VfL Wolfsburg, en championnat. Il contribue ainsi à la victoire de son équipe par trois buts à un.

### En sélection
Pavel Kadeřábek participe au championnat d'Europe des moins de 19 ans 2011 avec la Tchéquie. Son équipe atteint la finale de la compétition, en étant battue par l'Espagne lors de l'ultime match.
Il est également sélectionné pour participer à l'euro espoir 2015 qui se déroule dans son pays, il fera de très bons matchs, marquant un but.
Il honore sa première sélection avec l'équipe nationale de Tchéquie le 21 mai 2014 contre la Finlande. Il est titularisé ce jour-là et les deux équipes font match nul (2-2).
Il est retenu par le sélectionneur Pavel Vrba dans la liste des 23 joueurs pour disputer l'Euro 2016. Pavel Kadeřábek est titulaire sur le côté droit de la défense lors de ce tournoi et joue l'intégralité des trois matchs de son équipe, qui avec deux défaites et un nul termine dernier de son groupe (comptant l'Espagne, la Croatie et la Turquie) et donc éliminée à ce stade de la compétition.

## Statistiques
| Saison                | Club                   | Championnat           | Championnat | Championnat | Coupe(s) nationale(s) | Coupe(s) nationale(s) | Compétition(s) continentale(s) | Compétition(s) continentale(s) | Compétition(s) continentale(s) | Total | Total |
| Saison                | Club                   | Division              | M.          | B.          | M.                    | B.                    | Comp.                          | M.                             | B.                             | M.    | B.    |
| 2010-2011             | Sparta Prague          | Gambrinus liga        | 0           | 0           | -                     | -                     | C1                             | 1                              | 0                              | 1     | 0     |
| Sous-total            | Sous-total             | Sous-total            | 0           | 0           | -                     | -                     | -                              | 1                              | 0                              | 1     | 0     |
| 2011-2012             | Viktoria Žižkov (prêt) | Gambrinus liga        | 11          | 0           | -                     | -                     | -                              | -                              | -                              | 11    | 0     |
| Sous-total            | Sous-total             | Sous-total            | 11          | 0           | -                     | -                     | -                              | -                              | -                              | 11    | 0     |
| 2011-2012             | Sparta Prague          | Gambrinus liga        | 2           | 0           | 1                     | 0                     | -                              | -                              | -                              | 3     | 0     |
| 2012-2013             | Sparta Prague          | Gambrinus liga        | 19          | 2           | 3                     | 2                     | C3                             | 9                              | 0                              | 31    | 4     |
| 2013-2014             | Sparta Prague          | Gambrinus liga        | 30          | 5           | 7                     | 1                     | C3                             | 2                              | 0                              | 39    | 6     |
| 2014-2015             | Sparta Prague          | Gambrinus liga        | 25          | 4           | 2                     | 0                     | C1+C3                          | 4+8                            | 0+0                            | 39    | 4     |
| Sous-total            | Sous-total             | Sous-total            | 76          | 11          | 13                    | 3                     | -                              | 23                             | 0                              | 112   | 14    |
| 2015-2016             | TSG Hoffenheim         | Bundesliga            | 28          | 0           | 1                     | 0                     | -                              | -                              | -                              | 29    | 0     |
| 2016-2017             | TSG Hoffenheim         | Bundesliga            | 23          | 0           | 1                     | 0                     | -                              | -                              | -                              | 24    | 0     |
| 2017-2018             | TSG Hoffenheim         | Bundesliga            | 28          | 2           | 1                     | 0                     | C1+C3                          | 2+3                            | 0+1                            | 34    | 3     |
| 2018-2019             | TSG Hoffenheim         | Bundesliga            | 29          | 3           | 1                     | 1                     | C1                             | 6                              | 1                              | 36    | 5     |
| 2019-2020             | TSG Hoffenheim         | Bundesliga            | 30          | 2           | 3                     | 1                     | -                              | -                              | -                              | 33    | 3     |
| 2020-2021             | TSG Hoffenheim         | Bundesliga            | 20          | 0           | 1                     | 0                     | C3                             | 2                              | 0                              | 23    | 0     |
| 2021-2022             | TSG Hoffenheim         | Bundesliga            | 19          | 1           | -                     | -                     | -                              | -                              | -                              | 19    | 1     |
| 2022-2023             | TSG Hoffenheim         | Bundesliga            | 26          | 1           | 2                     | 1                     | -                              | -                              | -                              | 28    | 2     |
| 2023-2024             | TSG Hoffenheim         | Bundesliga            | 29          | 2           | 1                     | 0                     | -                              | -                              | -                              | 30    | 2     |
| 2024-2025             | TSG Hoffenheim         | Bundesliga            | 24          | 2           | 2                     | 0                     | C3                             | 5                              | 0                              | 31    | 2     |
| Sous-total            | Sous-total             | Sous-total            | 256         | 13          | 13                    | 3                     | -                              | 18                             | 2                              | 287   | 18    |
| Total sur la carrière | Total sur la carrière  | Total sur la carrière | 342         | 24          | 26                    | 6                     | -                              | 40                             | 2                              | 408   | 32    |

### Buts internationaux
| 0 | Date             | Lieu                                          | Adversaire | Score | Résultats | Compétitions            |
| - | ---------------- | --------------------------------------------- | ---------- | ----- | --------- | ----------------------- |
| 1 | 16 novembre 2014 | Doosan Arena, Plzeň, Tchéquie                 | Islande    | 1-1   | 2 - 1     | Éliminatoires Euro 2016 |
| 2 | 13 octobre 2015  | Amsterdam ArenA, Amsterdam, Pays-Bas          | Pays-Bas   | 0-1   | 2 - 3     | Éliminatoires Euro 2016 |
| 3 | 26 mars 2018     | Guangxi Sports Centre Stadium, Nanning, Chine | Chine      | 1-4   | 1 - 4     | Match amical            |

## Palmarès
- Finaliste du championnat d'Europe des moins de 19 ans 2011 avec l'équipe de Tchéquie
- Champion de Tchéquie en 2014 avec le Sparta Prague
- Vainqueur de la Coupe de Tchéquie en 2014 avec le Sparta Prague